# Nanteuil-sur-Marne
Nanteuil-sur-Marne ist eine französische Gemeinde mit 413 Einwohnern (Stand: 1. Januar 2022) im Département Seine-et-Marne in der Region Île-de-France. Sie gehört zum Arrondissement Meaux und zum Kanton La Ferté-sous-Jouarre. Die Einwohner werden Nanteuillais genannt.

## Geographie
Nanteuil-sur-Marne liegt etwa 24 Kilometer östlich von Meaux an der Marne, die die Gemeinde im Süden begrenzt. Umgeben wird Nanteuil-sur-Marne von den Nachbargemeinden Méry-sur-Marne im Norden und Westen, Bézu-le-Guéry im Norden und Nordosten, Crouttes-sur-Marne im Osten, Citry im Südosten sowie Saâcy-sur-Marne im Süden.

## Bevölkerungsentwicklung
| Jahr                       | 1962 | 1968 | 1975 | 1982 | 1990 | 1999 | 2006 | 2017 |
| Einwohner                  | 264  | 255  | 281  | 305  | 346  | 458  | 462  | 430  |
| Quellen: Cassini und INSEE |      |      |      |      |      |      |      |      |

## Sehenswürdigkeiten

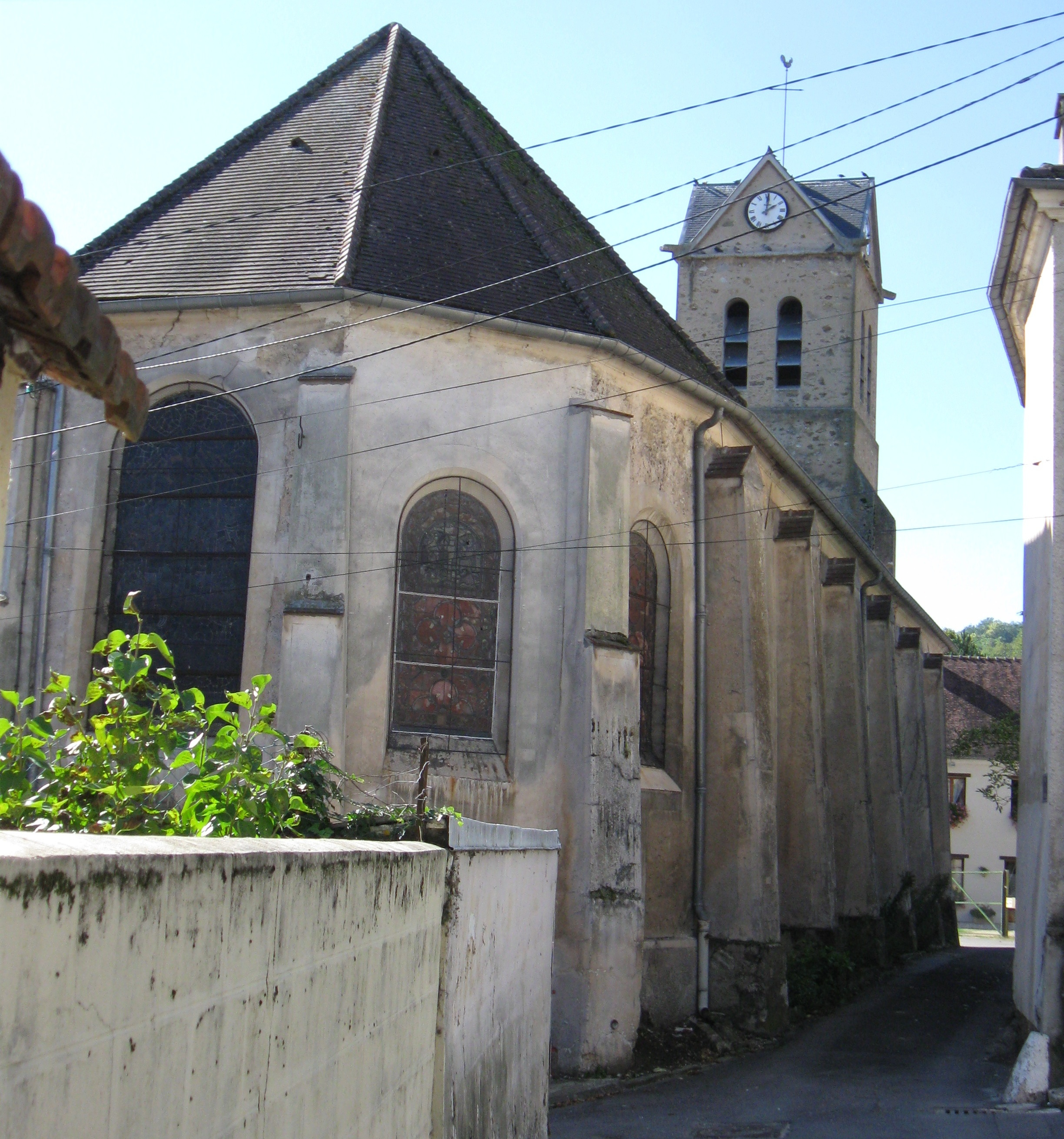
Kirche Sainte-Marguerite-d'Antioche

- Kirche Sainte-Marguerite